# Philonotis usambarica
Philonotis usambarica är en bladmossart som beskrevs av Brotherus 1912. Philonotis usambarica ingår i släktet källmossor, och familjen Bartramiaceae. Inga underarter finns listade i Catalogue of Life.